# Khiou
Khiou – u wyspiarzy z Ulithi w Karolinach bóg nieba. Był synem Lugeilanga i przyrodnim bratem Iolofatha.